# Willamette University

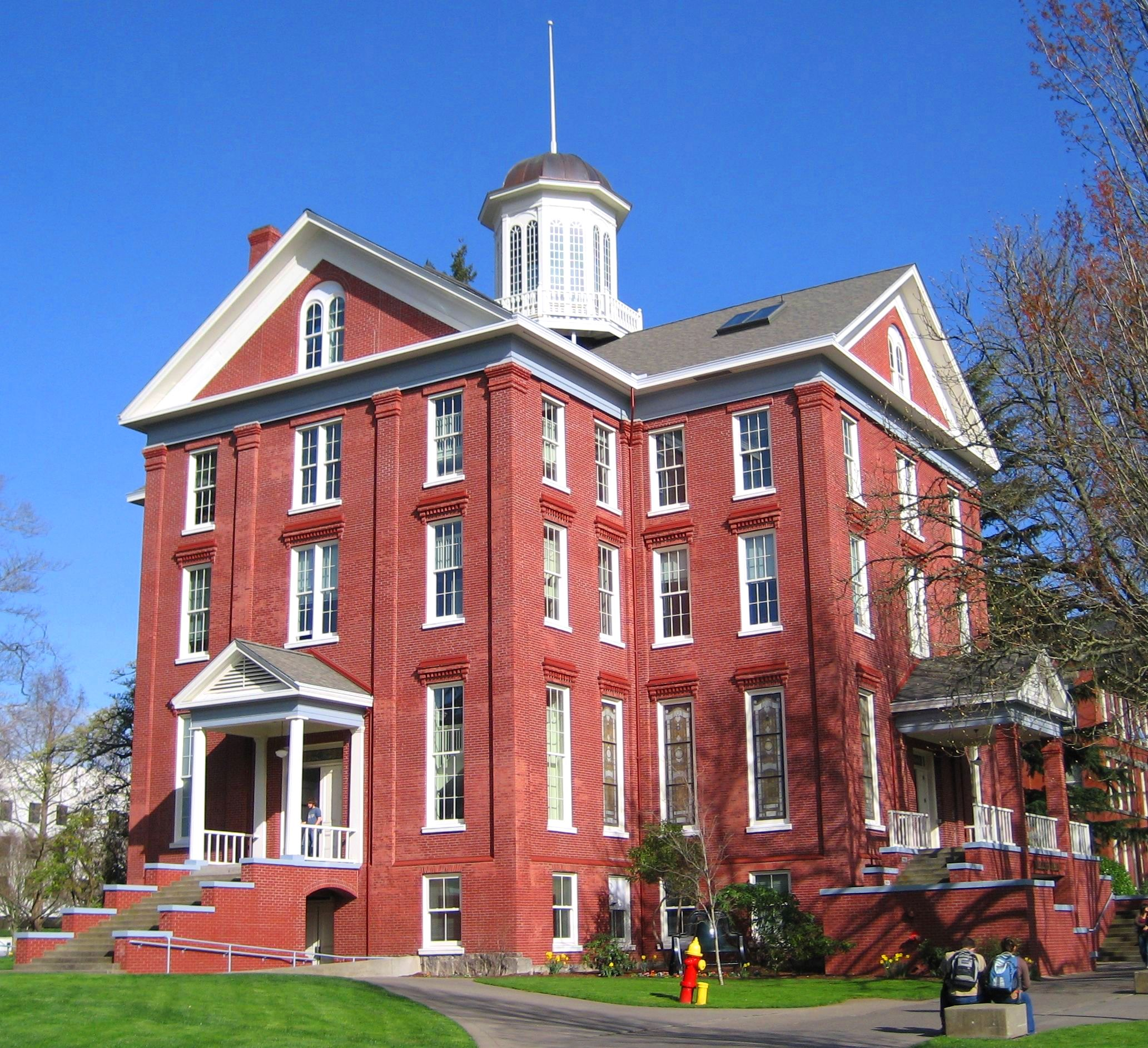

Willamette University, WU, är ett universitet beläget i Salem, Oregon, USA.

## Personer med koppling till universitetet

### Nobelpristagare
- Dale Mortensen, 2010 (Sveriges Riksbanks pris i ekonomisk vetenskap till Alfred Nobels minne)

### Kända alumner och forskare

#### Politik och samhälle
- Sam Farr, politiker, representanthusledamot
- Willis C. Hawley, politiker, representanthusledamot, dessutom universitetets rektor 1893–1902
- Harry Lane, politiker, senator
- James W. Mott, politiker, representanthusledamot
- Bob Packwood, politiker, senator
- Denny Smith, politiker, representanthusledamot
- Robert Freeman Smith, politiker, representanthusledamot
- Vic Snyder, politiker, representanthusledamot